# Тома, Ханс
Ханс То́ма (нем. Hans Thoma, 2 октября 1839, Бернау — 7 ноября 1924, Карлсруэ) — немецкий живописец и график.  

## Жизнь и творчество
Вначале получил ремесленное образование у литографа, затем у мастера по росписи корпусов часов. С 1859 года учился в  Академии художеств в Карлсруэ. По окончании жил и работал в Дюссельдорфе, Мюнхене, Франкфурте-на-Майне и в Карлсруэ, где с 1899 года был директором Художественного музея и профессором искусств в местной Академии. В 1874 году совершает поездку в Италию. В 1886 году посещает Париж.
Творческое наследие Ханса Тома огромно: оно включает в себя около 900 картин, гравюр и литографий. Работы художника, зачастую рассматриваемые как «народная живопись», «простые» и т. п. при внимательном рассмотрении выявляют совершенно противоположные элементы. С одной стороны он — великолепный пейзажист-реалист. Он рисует в Шварцвальде и Таунусе, на Верхнем Рейне и Майне. Эти полотна дают перспективу изображаемой природы, как правило показанной с некоторой высоты (например, с вершины холма) так, что видна уходящая к горизонту даль (Долина в Таунусе, 1890, Мюнхен). С другой стороны, Х. Тома любил вводить в свои пейзажи и некие сказочные фигуры, образы из старинных саг. Здесь на работы Тома сказывается влияние Арнольда Бёклина и Ханса фон Маре, в то время как в его реалистических произведениях, в том числе и в портретной живописи, угадываются черты барбизонской школы и Г. Курбе. Промежуточное положение между двумя этими тенденциями в творчестве Х. Тома занимают картины, изображающие идиллические сценки из танцующих и поющих детей, задумчивых крестьян. Эти работы на рубеже XIX—XX столетий принесли Тома славу «второго Людвига Рихтера».
Большое собрание работ Х. Тома хранится в Художественном музее Карлсруэ. В 1949 году в Бернау был открыт музей Х. Тома.

## Семья
Был женат на младшей дочери известного немецкого учёного Августа Фёппля.
«Старшим» зятем Фёппля был крупный учёный-аэродинамик Людвиг Прандтль.

## Галерея

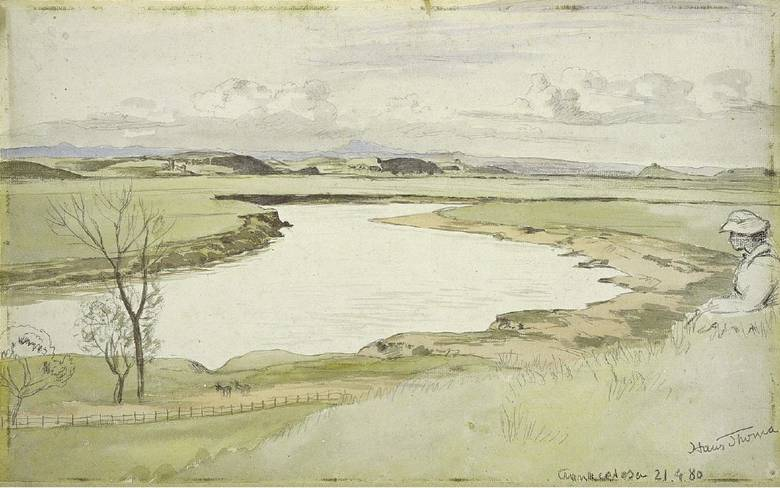
Пейзаж Кампании (1880)
Адам и Ева (1897)
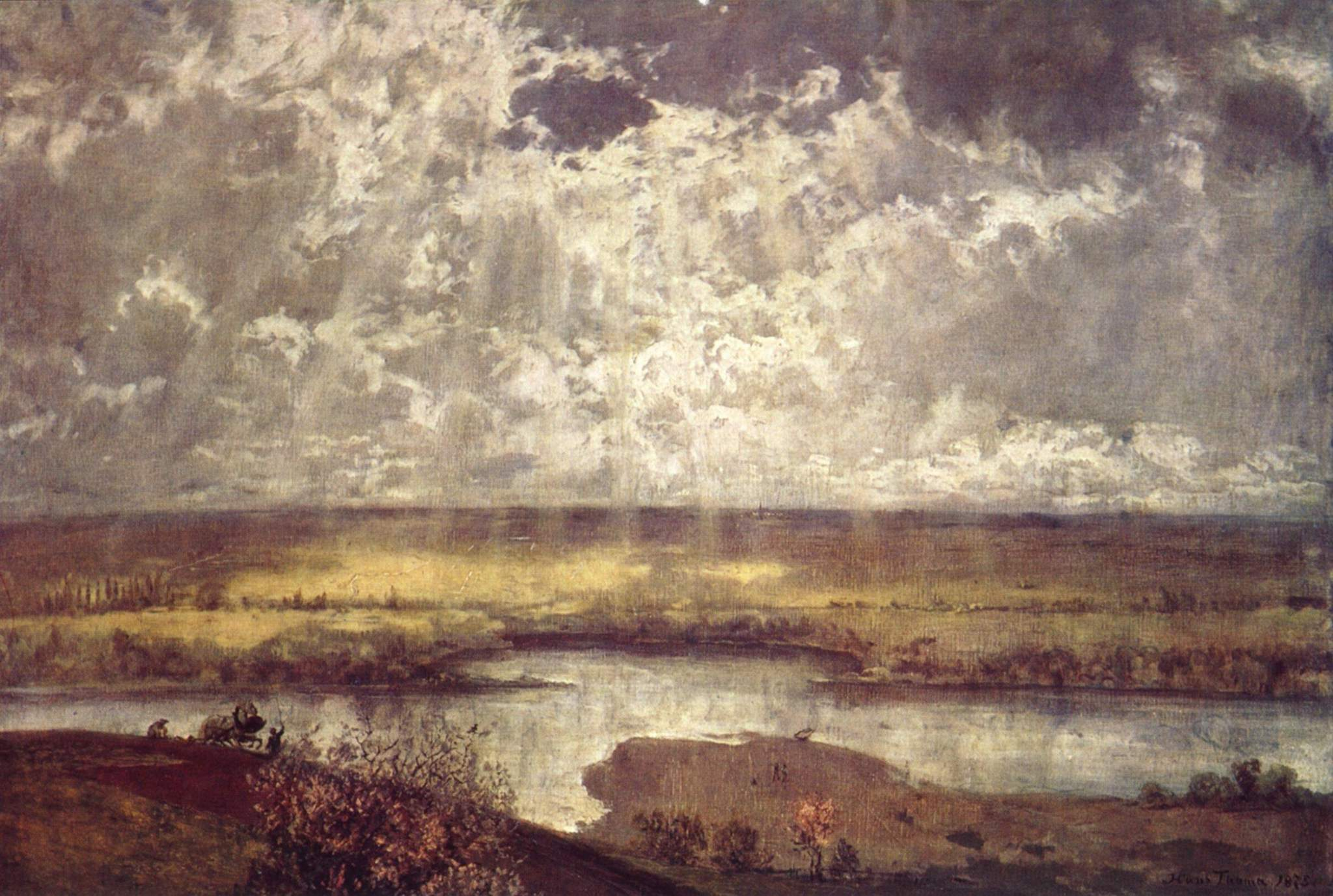
Пейзаж на Майне (1875)
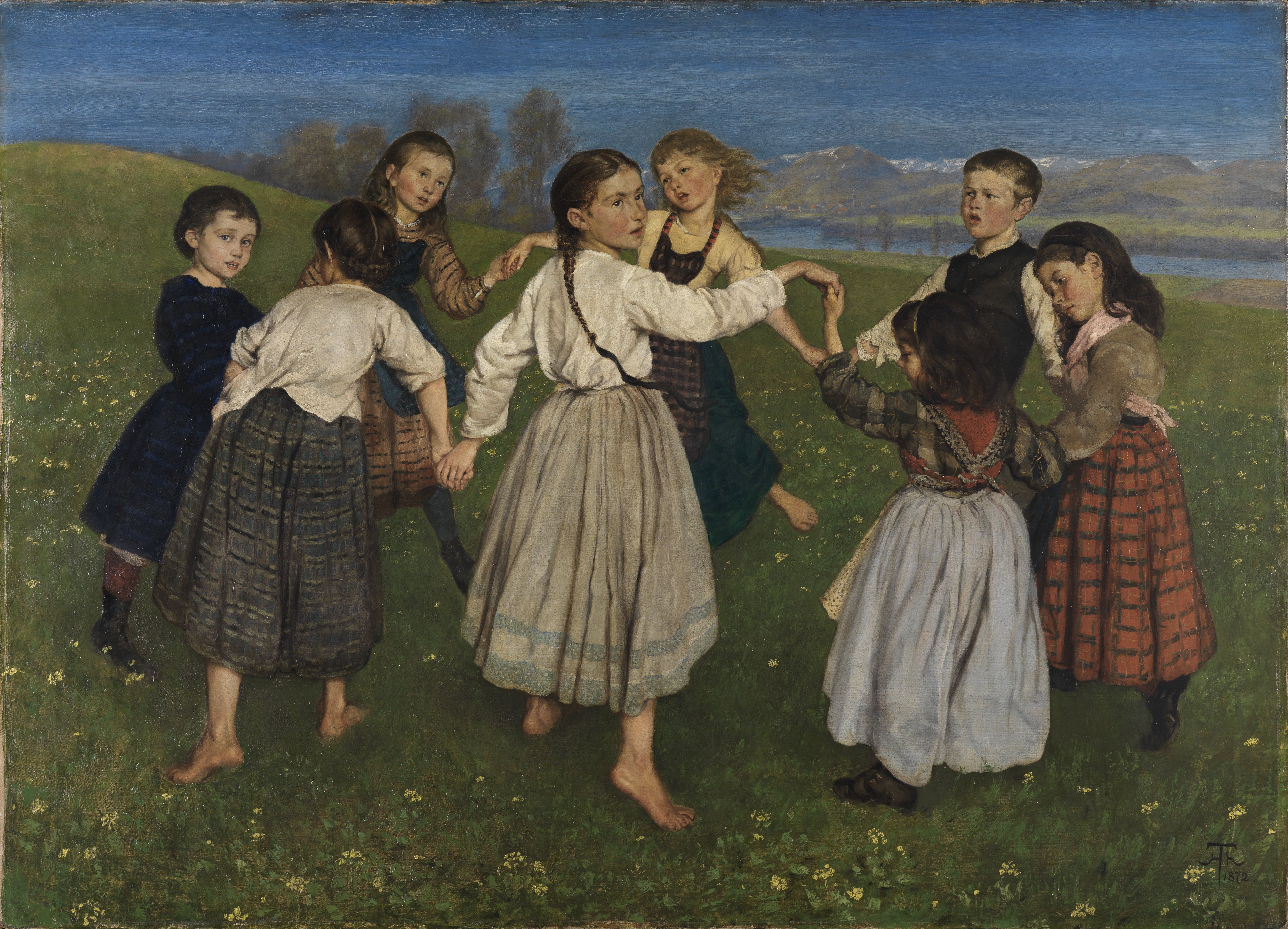
Детский хоровод (1884)
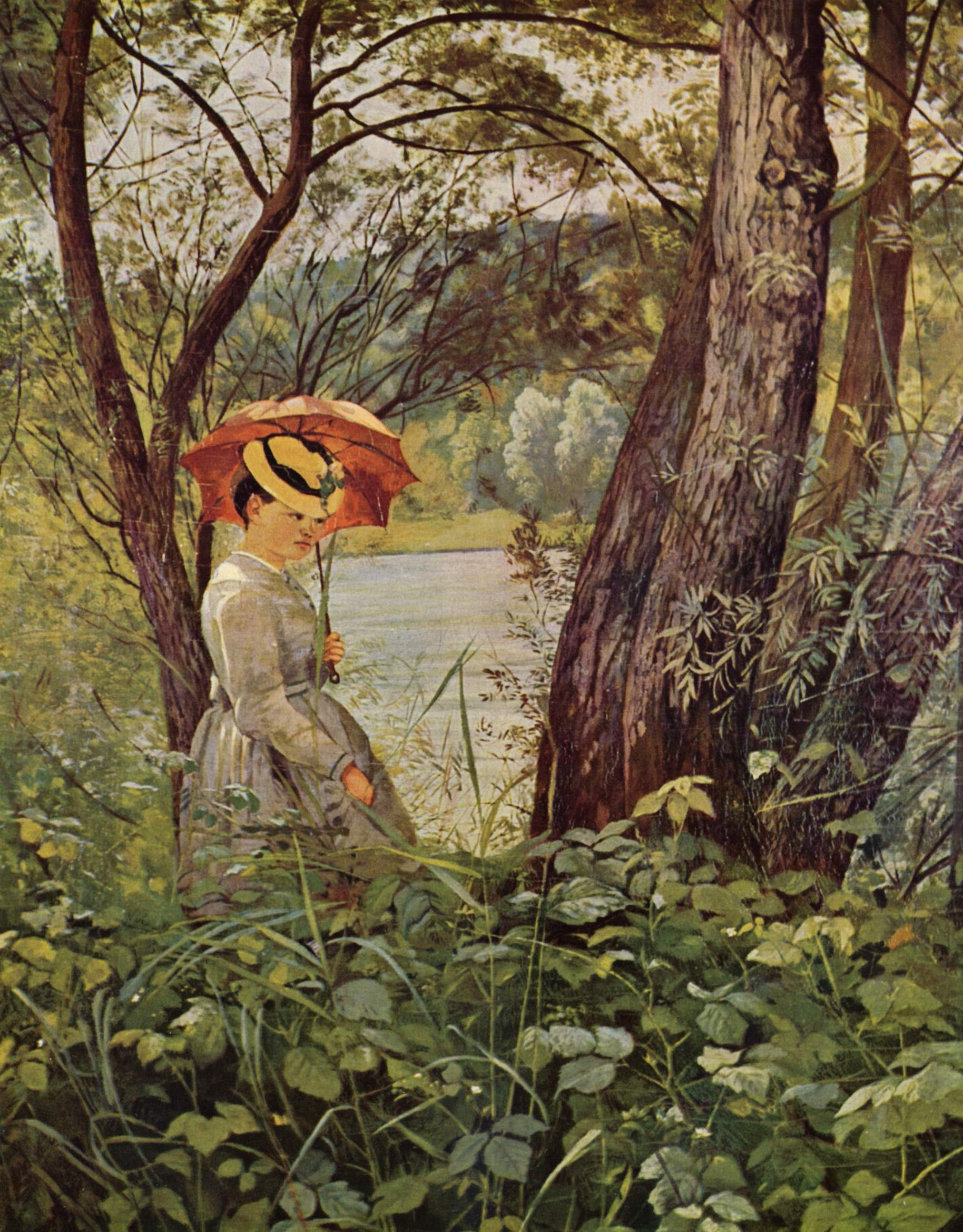
В лучах солнца (1867)